# Conselho Presidencial de Transição
O Conselho Presidencial de Transição (CPT; em francês: Conseil Présidentiel de Transition) é o órgão colegiado que tem sido o chefe de Estado do Haiti desde 25 de abril de 2024. Como tal, ele exerce os poderes e deveres do Presidente do Haiti e seu mandato deve durar até a posse de um presidente eleito ou até 7 de fevereiro de 2026.

## Antecedentes
A desintegração gradual da institucionalidade haitiana ao longo da crise social que começou em 2019 atingiu um ponto de tensão máxima no início de 2024, quando o primeiro-ministro (e presidente de facto) Ariel Henry - no poder desde o assassinato do presidente Jovenel Moïse em julho de 2021 - continuou a governar além do fim de seu mandato, que terminou em 7 de fevereiro de 2024, provocando manifestações em massa. Em 29 de fevereiro, ele anunciou eleições para 31 de agosto de 2025.
Em 25 de fevereiro, Henry partiu para o Quênia, deixando o Ministro da Economia e Finanças, Michel Patrick Boisvert, no comando do governo. Enquanto ele ainda estava fora do país, uma nova ofensiva de gangues armadas abalou Porto Príncipe, em uma tentativa das gangues de destituir Henry do cargo, sob a liderança de Jimmy "Barbecue" Chérizier e Guy Philippe.
Quando Henry tentou retornar ao país, não conseguiu, pois as gangues forçaram o fechamento do Aeroporto Internacional Toussaint Louverture. Embora também não tenham conseguido retornar ao país por Porto Rico, Estados Unidos, República Dominicana e Jamaica, Henry descartou a possibilidade de renunciar ao poder.
Finalmente, em meio à crescente pressão internacional e ao iminente colapso social do país, em 11 de março de 2024, Henry anunciou sua renúncia e que um Conselho de Transição (formado com o apoio da Comunidade do Caribe) o substituiria e nomearia um primeiro-ministro interino.

## Estabelecimento
Após semanas de negociação, em 3 de abril de 2024, o Conselho Presidencial de Transição nomeou seus membros e, em 7 de abril, um acordo foi enviado à Comunidade do Caribe (CARICOM) para um governo de transição cujo mandato terminaria em 7 de fevereiro de 2026.
Devido aos longos atrasos, Henry foi acusado de atrasar intencionalmente o processo a fim de permanecer no poder, embora o governo do Conselho de Ministros tenha apontado que isso se devia a problemas legais, pois a Constituição haitiana não prevê tal órgão. Finalmente, o Conselho foi oficialmente criado por um decreto governamental emitido pelo Conselho de Ministros, publicado no jornal oficial Le Moniteur em 12 de abril. Os nomes dos nove membros do CPT foram publicados em 16 de abril.
Embora a cerimônia de posse estivesse planejada para 24 de abril, a violência de gangues contrárias à criação do CPT forçou o evento a ocorrer no dia seguinte, 25 de abril. Além disso, em 24 de abril, Henry renunciou oficialmente ao cargo de Primeiro-Ministro.
| Membro                      | Partido/grupo                        |
| --------------------------- | ------------------------------------ |
| Edgard Leblanc Fils         | Coletivo 30 de Janeiro               |
| Smith Augustin              | EDE/RED-Compromisso Histórico        |
| Fritz Jean                  | Acordo de Montana                    |
| Leslie Voltaire             | Fanmi Lavalas                        |
| Laurent Saint-Cyr           | Setor privado                        |
| Louis Gérald Gilles         | Acordo 21 de Dezembro                |
| Emmanuel Vertilaire         | Pitit Desalin                        |
| Regine Abraham (observador) | Reunião por um Acordo Nacional (REN) |
| Frinel Joseph (observador)  | Setor religioso                      |

### Membros renunciantes
- René Jean Jumeau, ex-ministro do presidente Michel Martelly, nomeado como observador pela Reunião por um Acordo Nacional, renunciou ao cargo em 27 de março.[17]
- Dominique Dupuy, embaixadora na UNESCO, indicada pela coalizão EDE-RED-Compromisso Histórico, renunciou em 25 de março devido a ameaças e questionamentos sexistas.[18]

## Autoridade e mandato
De acordo com os termos do decreto de 12 de abril, o Conselho Presidencial de Transição exercerá as funções do cargo de presidente até que um novo presidente seja eleito e empossado. Seu mandato para agir termina em 7 de fevereiro de 2026. A autoridade do CPT se estende à nomeação de um primeiro-ministro e de um governo, e Henry concordou em renunciar ao cargo de primeiro-ministro no momento em que o CPT designar outra pessoa para ocupar o cargo.

## Composição
Nos termos do decreto de 12 de abril de 2024, o Conselho Presidencial de Transição é composto por sete membros votantes e dois não votantes. Os membros votantes incluem um representante de cada uma das quatro coalizões de partidos políticos (Accord du 30 aout 2021, Accord du 21 décembre 2022, Collectif des Partis politiques e Compromis Historique/RED/EDE), dois partidos políticos (Fanmi Lavalas e Platfòm Pitit Desalin) e "o setor privado". Os membros sem direito a voto incluem um representante da sociedade civil e um representante da "comunidade inter-religiosa". Em 16 de abril, a Primatura confirmou a nomeação dos nove membros indicados pelo Conselho Presidencial de Transição em Kingston.

### Qualificações
Os membros do CPT devem atender aos requisitos para ocupar o cargo de presidente, conforme estabelecido no artigo 135 da Constituição do Haiti, e são desqualificados para concorrer à presidência na próxima eleição. As diferenças introduzidas no decreto incluem o fato de que os indivíduos são inelegíveis para nomeação para o Conselho se tiverem sido sancionados pelas Nações Unidas, se estiverem sob acusação criminal ou tiverem sido considerados culpados de um crime em qualquer jurisdição, ou se forem contrários à introdução da Missão Multinacional de Apoio à Segurança no Haiti. Da mesma forma, o governo acrescentou no artigo 5 que todos os membros devem buscar a implantação acelerada da força de segurança internacional.